# Фредегунда (кратер)
Фредегунда (на английски: Fredegonde) е ударен кратер разположен на планетата Венера. Той е с диаметър 25,2 km, и е кръстен на Фредегунда – франкска кралица.